# STHLM Requiem
STHLM Requiem (Zweeds: STHLM Rekviem) is een Zweedse thrillerserie die op 3 oktober 2018 in première ging op de Zweedse betaalzender C More, maar nadien op het Zweedse TV4 te zien was. Er werd een seizoen van 10 afleveringen gedraaid.
De serie gaat over drie politieagenten die moordzaken in Stockholm onderzoeken en elke zaak duurt twee afleveringen, maar sommige verhaallijnen worden in latere afleveringen hernomen. De hoofdrollen werden vertolkt door Liv Mjönes, Jonas Karlsson en Alexej Manvelov. In een van de verhaallijnen waren er ook rollen voor Camilia Blereau en Axel Daeseleire. 
De serie werd geregisseerd door Karin Fahlén en Lisa Ohlin. Het scenario is van een team onder leiding van Pauline Wolff en Jörgen Hjerdt.

## Rolverdeling
- Liv Mjönes als Fredrika Bergman
- Jonas Karlsson als Alex Recht
- Alexej Manvelov als Peder Rydh
- Mikael Birkkjær als Spencer Lagergren
- Magnus Roosmann als Torbjörn Ross
- Jessica Liedberg als Aina
- Bahador Foladi als Nasim Nadar
- Sanna Sundqvist als Pia Nordh
- Omid Khansari als Jimmy Rydh
- Thomas Levin als Efraim Kiel
- Lena B. Eriksson als Ellen Melin
- Hannes Meidal als David Stenman
- Lisa Linnertorp als Johanna
- Jean-Claude Boeke als Paul
- Maria Alm Norell als Ylva Rydh
- Annika Hallin als Lena